# Дюлай-Дрымбэ-Еней, Иляна
Иляна Дюлай-Дрымбэ-Еней (венг. Jeneiné Gyulai Ilona, рум. Ileana Gyulai-Drîmbă-Jenei; 12 июня 1946, Клуж-Напока — 25 августа 2021, Орадя, Северо-западный регион развития Румынии) — румынская фехтовальщица-рапиристка и тренер, дважды бронзовый призёр летних Олимпийских игр 1968 и 1972 годов в командном первенстве на рапирах. Мастер спорта Румынии (1965), заслуженный мастер спорта Румынии (1970). Командор ордена «За верную службу» (2000). Лучшая спортсменка 1969 года по версии газеты Sportul.
Тренировалась под руководством Александру Чиплера в Центре фехтования (Сату-Маре) и Андрея Вылчи в спортивном обществе «Стяуа». Чемпионка Румынии среди юниоров (1965) и взрослых (1966, 1967, 1973), 15-кратная чемпионка Румынии в составе команд «Унио» (1964) и «Стяуа» (1965—1980). Трёхкратная обладательница Кубка европейских чемпионов в составе «Стяуа».
Состояла в браке с румынским фехтовальщиком Йонелом Дрымбэ, чемпионом Олимпийских игр 1968 года. Позже замужем за Эмериком Енеем, футболистом и футбольным тренером (от него дочь Кристина).